# New English Art Club

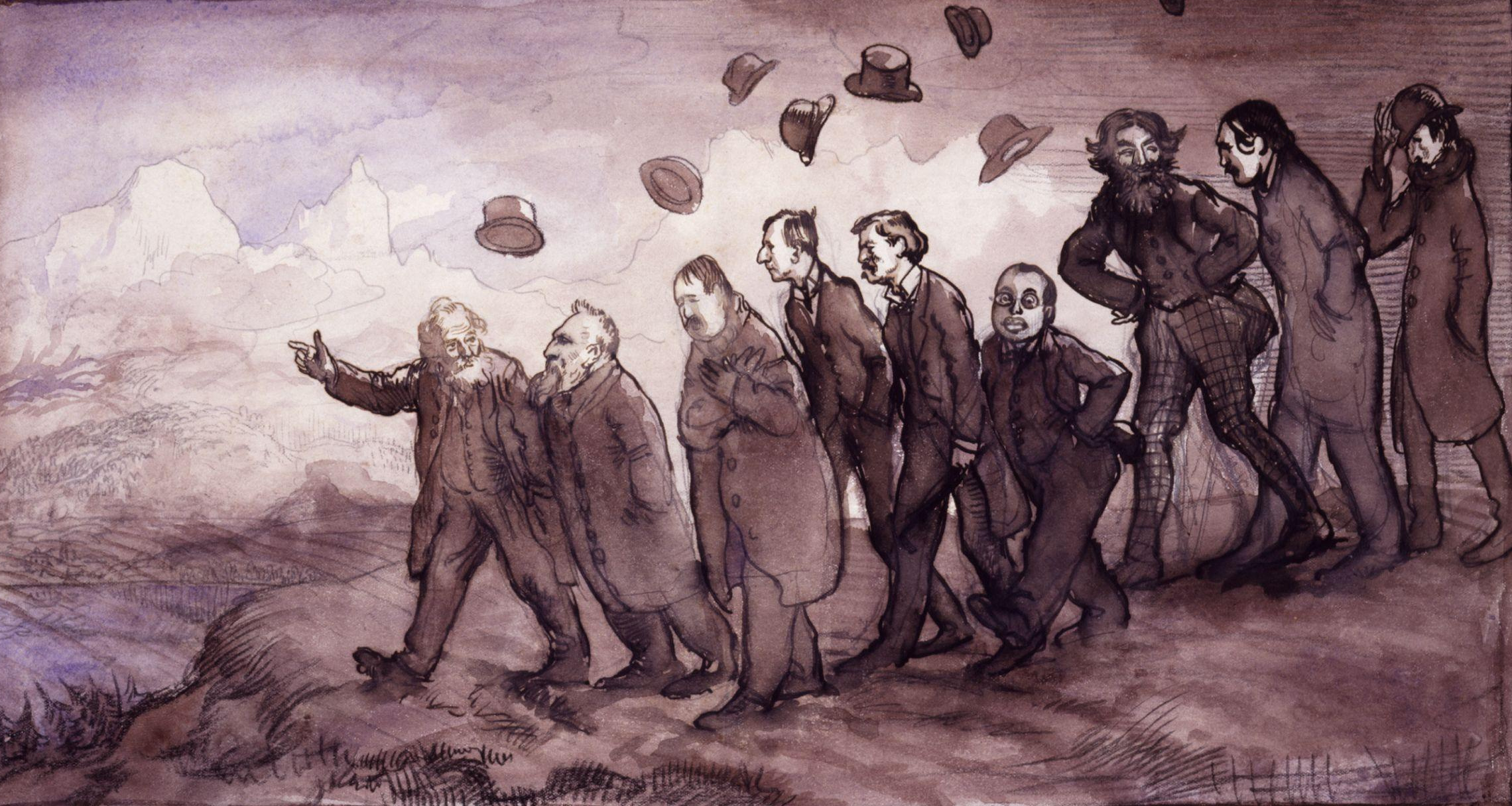
William Orpen: New English Art Club

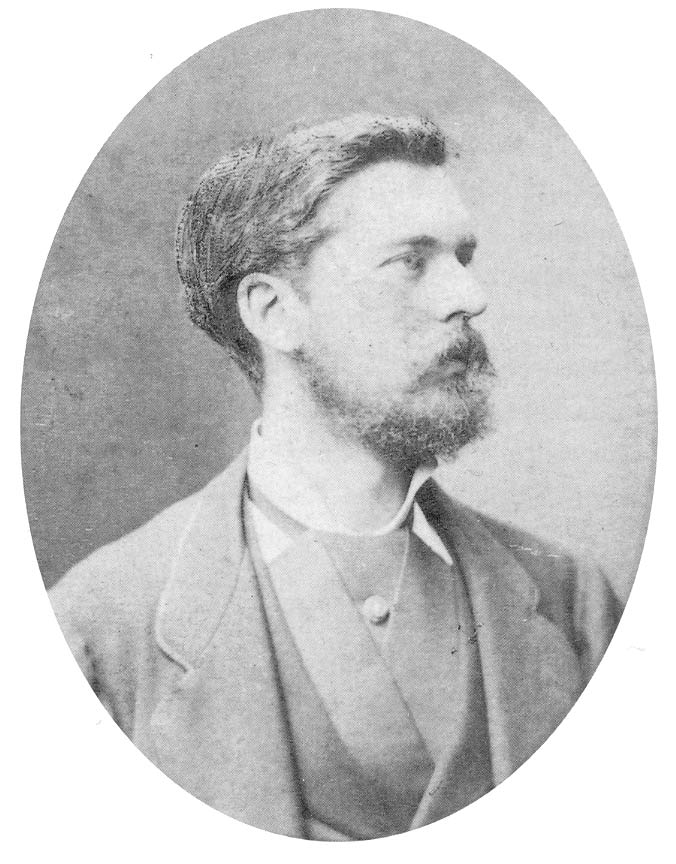
Paul Berthier: John Singer Sargent (1880)

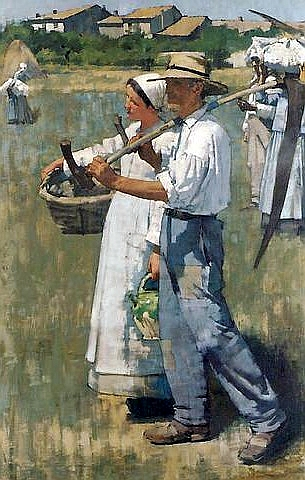
Henry Herbert La Thangue:
In The Dauphiné (1885)

Der New English Art Club (NEAC) ist ein Zusammenschluss von professionellen britischen Malern und gehört der Federation of British Artists (FBA) an. Der Club hat seinen Sitz in den Mall Galleries in London, wo auch die anderen der insgesamt neun Mitglieder der Federation of British Artists untergebracht sind. Der Club umfasst aktuell 70 Mitglieder und zeigt auf jährlich stattfindenden Ausstellungen die Arbeiten von aufstrebenden und etablierten Künstlern der neuen figurativen Malerei.

## Geschichte
Der New English Art Club wurde 1885 von einer Gruppe von jungen Künstlern als Gegenentwurf zur Royal Academy of Arts gegründet. Diese Maler, darunter John Singer Sargent, Stanhope Forbes und Thomas Cooper Gotch, hatten in Paris studiert und waren nun unzufrieden mit der konservativen Ausrichtung der Royal Academy unter dem Vorsitz von Frederic Leighton. Man beschloss, in Konkurrenz zur jährlichen Show der Royal Academy eine Gegenveranstaltung zu organisieren, so dass im April 1886 die erste Ausstellung des New Englisch Art Clubs in der Egyptian Hall stattfand, auf der etwa fünfzig Künstler vertreten waren.
Für großes Aufsehen und heftige Kontroversen sorgte In the Dauphiné von Henry Herbert La Thangue, eine großformatige skizzenhafte Darstellung von Erntehelfern. La Thangue versuchte anschließend die Mitglieder des Clubs für den ehrgeizigen Plan zu gewinnen, durch eine radikale Erhöhung der Mitgliederzahl eine nationale Gegenbewegung zur Royal Academy zu schaffen. Dies brachte ihn in Konflikt mit William James Laidlay, der als führendes Mitglied des NEAC die Mitgliedschaft eng begrenzen wollte. Der Plan scheiterte schließlich an mangelnder finanzieller Unterstützung.
Die frühen Ausstellungen des NEAC, die alle in der Egyptian Hall eingerichtet wurden, folgten im Gegensatz zur Royal Academy keinem akademischen Ansatz, sondern versuchten die neuesten Strömungen in der Kunst darzustellen. Daher präsentierten die Impressionisten und ihre Nachfolger ihre Werke meist beim New Englisch Art Club, wogegen Künstler, die einem konzeptionellen Ansatz folgten und an Galerien gerichtete Gemälde schufen, sich an der Royal Academy orientierten. Die Mitgliedschaft im NEAC erschwerte nun häufig die Aufnahme in die Royal Academy. So wurde der damals sehr bekannte Thomas Cooper Gotch niemals in die Royal Academy aufgenommen. Dagegen stellte Stanhope Forbes regelmäßig bei der Royal Academy aus und wurde 1910 auch ihr Mitglied.
Während des späten 19. und frühen 20. Jahrhunderts gewann der New English Art Club großen Einfluss und konnte namhafte Künstler wie Walter Sickert, Augustus John, Henry Tonks und William Rothenstein zu seinen Mitgliedern zählen. In den 20er Jahren kamen Stanley Spencer, Paul Nash, Duncan Grant und Mark Gertler hinzu. Beinah jedes Mitglied der Camden Town Group, einer Künstlergruppe von Postimpressionisten um Walter Sickert, war zuvor schon im New English Art Club gewesen. Bald gehörte der New English Art Club zum wesentlichen Bestandteil in der Entwicklung eines Künstlers. Zahlreiche neue Stilrichtungen in der Malerei wurden im New English Art Club erstmals einer breiten Öffentlichkeit zugänglich gemacht.
In dieser Zeit wurden viele Mitglieder des New English Art Clubs später auch in die Royal Academy aufgenommen und stellten in ihrer Laufbahn oft an beiden Orten aus. In den 40er und 50er Jahren war die Verknüpfung zwischen New English Art Club und Royal Academy so eng, dass die Mitgliedschaft in jenem Vorbedingung zur Aufnahme in dieser wurde. Heute zeigt der NEAC figurative Malerei, die sich vor allem am Impressionismus orientiert, während sich die Royal Academy auf Abstrakte Kunst und Konzeptkunst konzentriert. Bekannte Mitglieder des Clubs in der neueren Zeit sind William Bowyer und Bernard Dunstan.

## Mitglieder (Auswahl)
- Mary Elizabeth Atkins
- Claire Atwood (1866–1962)
- Robert Polhill Bevan (1865–1925)
- Jacques-Émile Blanche (1861–1942)
- Muirhead Bone (1876–1953)
- William Bowyer (* 1926)
- Frank Bramley (1857–1915)
- Peter Brown (* 1967)
- Neville Bulwer-Lytton (1879–1951)
- Hercules Brabazon Brabazon (1821–1906)
- George Clausen (1852–1944)
- Joseph Crawhall (1861–1913)
- Frederick Cumming (* 1930)
- Thomas Millie Dow (1848–1919)
- Bernard Dunstan (* 1920)
- Mary Sargant Florence (1857–1954)
- Stanhope Forbes (1857–1947)
- Charles Wellington Furse (1868–1904)
- Eve Garnett (1900–1991)
- Mark Gertler (1891–1939)
- Thomas Cooper Gotch (1854–1931)
- Duncan Grant (1885–1978)
- Lindsay Bernard Hall (1859–1935)
- Charles Holmes (1868–1936)
- Ken Howard (* 1932)
- Frank Hughes (1905–1987)
- Augustus John (1878–1961)
- Thomas Kennington (1856–1916)
- William James Laidlay (1846–1912)
- Henry Herbert La Thangue (1859–1929)
- Cecil Mary Leslie (1900–1980)
- Neville Lewis (1895–1972)
- Carron Lodge (1883–1910)
- William York MacGregor (1855–1923)
- Frank McEwen (1907–1994)
- Alexander Mann (1853–1908)
- Paul Nash (1889–1946)
- Margaret Preston (1875–1963)
- Alfred William Rich (1856–1921)
- Alexander Roche (1863–1921)
- William Rothenstein (1872–1945)
- John Singer Sargent (1856–1925)
- James Jebusa Shannon (1862–1923)
- Walter Sickert (1860–1942)
- Stanley Spencer (1891–1959)
- Philip Wilson Steer (1860–1942)
- Henry Strachey (1863–1923)
- Dugald Sutherland MacColl (1859–1948)
- Geoffrey Tibble (1909–1952)
- Arthur Tomson (1858–1905)
- Henry Tonks (1862–1937)
- Charles Williams (* 1965)

## Preise
In der jährlichen Ausstellung des New English Art Clubs wurden bisher folgende Preise ausgelobt:
- The A&K Wilson Gallery Award
- The Arts Club Dover Street Award
- The Bill Patterson Memorial Award
- The Bowyer Drawing Prize
- The Cecil Jospe Prize[2]
- The Chris Beetles Gallery, St James’s London Award for Figurative Art
- The Contemporary Arts Trust Prize
- The David Messum Prize
- The Dry Red Press Award
- The Doreen Mackintosh Prize
- The Hermione Hammond Drawing Award
- The Horan Prize
- The Jackson’s Art Prize
- The Manya Igel Prize[3]
- The NEAC Critics’ Choice
- The Peter Ashley Framing Prize
- The St Cuthberts Mill Award
- The Winsor & Newton Award
- The Woodhay Picture Gallery Prize for Drawing
- The Worshipful Company of Painter Stainers' Award

Es können maximal 6 Werke von einem Künstler eingesandt werden, wobei jedes käuflich sein muss. Zugelassen sind Gemälde, Zeichnungen und auch gerahmte Drucke, sofern sie bestimmte Maße nicht überschreiten. Skulpturen werden nicht angenommen.